# Just Blue
Just Blue è il terzo album del gruppo francese di musica elettronica Space, pubblicato nel 1978 per le etichette Vogue e Casablanca

## Il disco
Accompagnato al momento della pubblicazione da un'enorme campagna promozionale e di marketing (tra le varie iniziative vi furono ad esempio la creazione di un apposito numero telefonico per ascoltare in anteprima i brani dell'album e la pubblicazione di un'edizione in vinile blu), Just Blue confermò il successo degli album precedenti piazzandosi al quarantacinquesimo posto della classifica statunitense di Billboard (fu il primo album francese ad entrare in una classifica statunitense).

## Tracce
1. Just Blue (Didier Marouani) - 4:30
2. Final Signal (Marouani) - 4:22
3. Secret Dreams (Marouani) - 4:30
4. Symphony (Marouani) - 4:58
5. Save Your Love for Me (Marouani, Avril Giacobbi) - 5:58
6. Blue Tears (Marouani) - 5:26
7. My Love is Music (Marouani, Paul Greedus) - 6:44

## Formazione
- Didier Marouani - tastiere, sintetizzatore
- Roland Romanelli - tastiere, sintetizzatore
- Joe Hammer - batteria

### Collaboratori
- Madeline Bell - voce in Save Your Love for Me e My Love is Music
- Ray Cooper - percussioni, voce[3]